# Le corsaire Le Grand Coureur

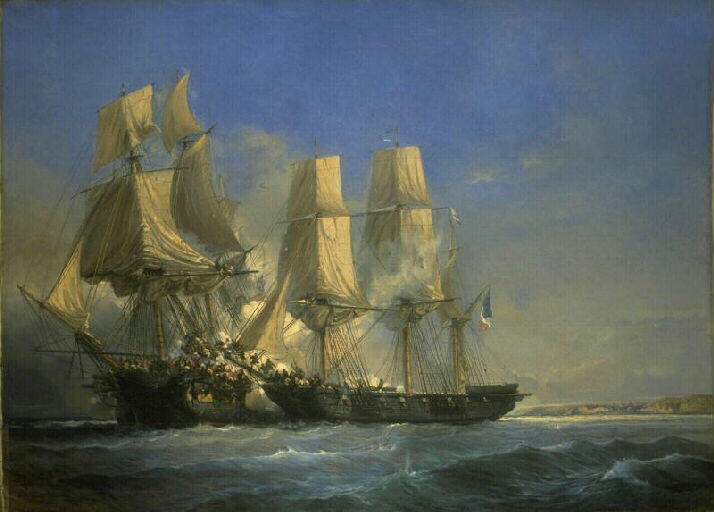
Combat de la corvette corsaire française La Dame-Ambert contre la frégate anglaise Lily, 15 juillet 1804.

Le corsaire Le Grand Coureur, ou Le Grand Coureur, est un chant marin traditionnel français. Ce chant à virer, en 12 couplets, évoque les difficiles conditions de vie en mer et la guerre de course au temps des guerres de l'Empire.

## Historique
Les paroles ne comportaient à l'origine que les 11 premiers couplets. Elles sont publiées pour la première fois dans le journal La France maritime en 1840 ou 1842 suivant les sources, bien qu'il soit fortement probable que ce chant soit plus ancien. Le commandant Hayet recueille et publie la mélodie en 1927, auquel il rajoute le dernier couplet.

## Résumé

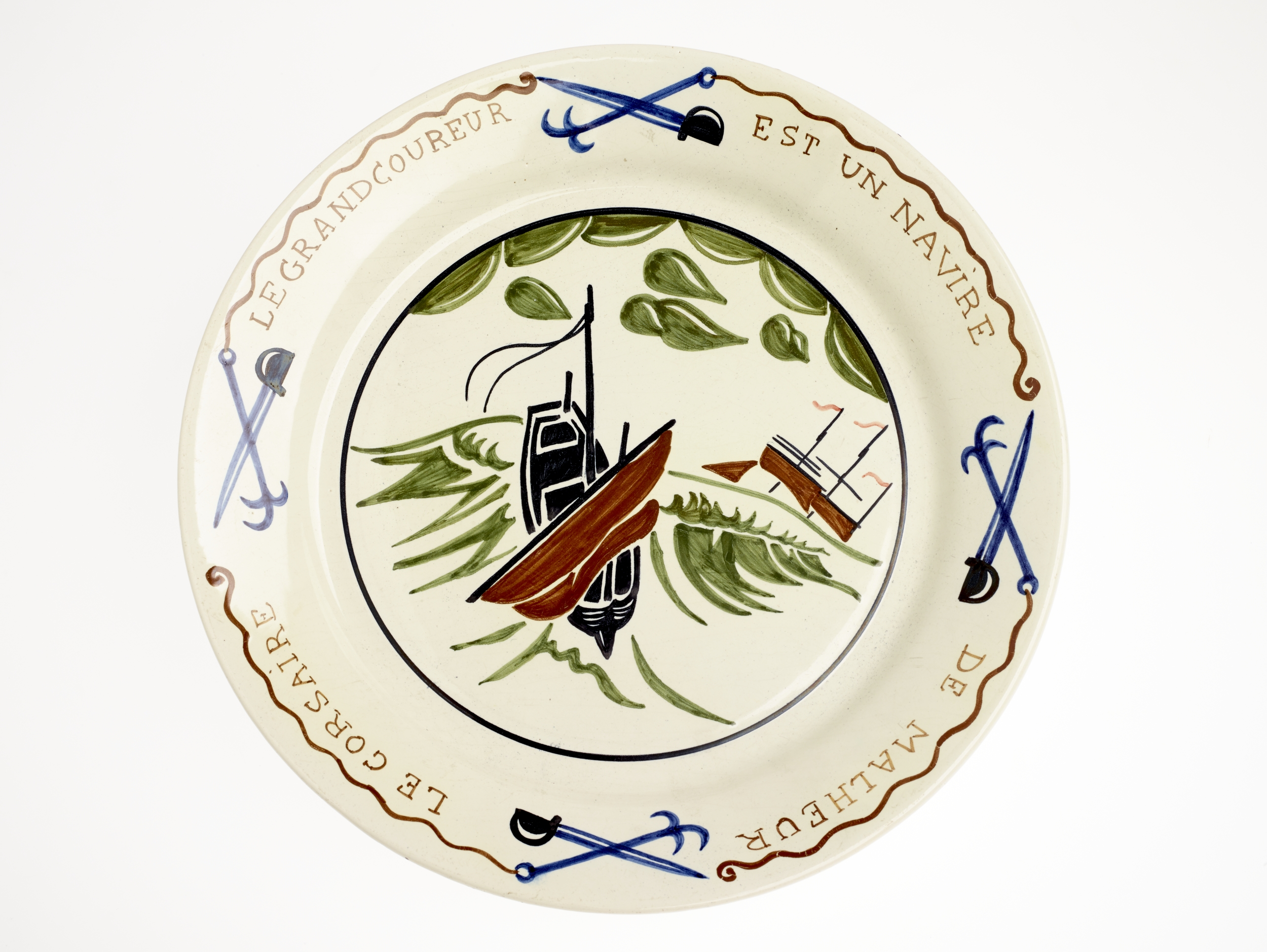
Plat peint par Jean Lachaud évoquant le chant, conservé au musée de Bretagne.

La chanson évoque les péripéties en mer d'un navire corsaire français de Lorient appelé Le Grand Coureur, au temps des guerres de l'Empire. La chanson raconte les dures conditions en mer, le combat contre un vaisseau anglais qui leur échappe, puis les maigres prises de trois navires marchands, le maigre butin conduisant l'équipage à sa fin. Ce chant patriotique est un chant à virer, composé pour donner de la cadence aux travaux des marins.

## Interprètes
Le corsaire Le Grand Coureur fait partie des standards de chants de marins ; à ce titre, il présente de nombreuses interprétations. Citons  :
- Luc Arbogast dans son album Odysseus (2013)[4].
- Mikael Yaouank.
- Le duo Rhum et Eau
- Le groupe Les Naufragés
- Welligton Sea Shanty Society (WSSS) et Croche Dedans : version franco-anglaise[5].

## Paroles complètes de la chanson
Dans sa version moderne, Le Grand Coureur présente 12 couplets : les deux derniers vers de chaque couplet sont repris en chœur,, :
1

Le corsaire Le Grand Coureur,

Est un navire de malheur

Quand il s’en va croisière,

Pour aller chasser l’Anglais

Le vent, la mer et la  guerre

Tournent contre le Français.

Allons les gars gai, gai,

Allons les gars gaiement !

2

Il est parti de Lorient

Avec mer belle et bon vent

Il cinglait bâbord amure

Naviguant comme un poisson

Un grain tombe sur sa mature

V’la le corsaire en ponton.

Allons les gars gai, gai

Allons les gars gaiement

3

Il nous fallut remater

Et bougrement ralinguer

Tandis que l’ouvrage avance

On signale par tribord

Un navire d’apparence

A mantelets de sabords.

Allons les gars gai, gai

Allons les gars gaiement

4

C’était un Anglais vraiment

A double rangée de dents

Un marchand de mort subite

Mais le Français n’a pas peur

Au lieu de brasser en fuite

Nous le rangeons à l’honneur.

Allons les gars gai, gai

Allons les gars gaiement

5

Les boulets pleuvent sur nous

Nous lui rendons coups pour coups

Pendant que la barbe en fume

A nos braves matelots

Dans un gros bouchon de brume

Il nous échappe aussitôt.

Allons les gars gai, gai

Allons les gars gaiement

6

Nos prises au bout de six mois

Ont pu se monter à trois

Un navir’ plein de patates

Plus qu’à moitié chaviré

Un deuxième de savates

Et le dernier de fumier.

Allons les gars gai, gai

Allons les gars gaiement

7

Pour nous refaire des combats

Nous avions à nos repas

Des gourganes, du lard rance

Du vinaigre au lieu du vin

Du biscuit pourri d’avance

Et du camphre le matin.

Allons les gars gai, gai

Allons les gars gaiement

8

Pour finir ce triste sort

Nous venons périr au port

Dans cette affreuse misère

Quand chacun c’est vu perdu

Chacun selon sa manière

S’est sauvé comme il a pu.

Allons les gars gai, gai

Allons les gars gaiement

9

Le cap’taine et son second

S’ont sauvé sur un canon

Le maître sur la grande ancre

Le commis dans son bidon

Ah le sacré vilain cancre

Le voleur de rations.

Allons les gars gai, gai

Allons les gars gaiement

10

Il eût fallu voir le coq

Et sa cuisine et son croc

Il s’est mis dans la chaudière

Comme un vilain pot au feu

Il est parti vent arrière

A péri au feu de Dieu.

Allons les gars gai, gai

Allons les gars gaiement

11

De notre horrible malheur

Seul le calfat est l’auteur

En tombant de la grand’hune

Dessus le gaillard d’avant

A r’bondi dans la cambuse

A crevé le bâtiment.

Allons les gars gai, gai

Allons les gars gaiement

12

Si l’histoire du Grand Coureur

A su vous toucher le cœur

Ayez donc belles manières

Et payez-nous largement

Du vin, du rack, de la bière

Et nous serons tous contents (ou De l'amour aux quatre vents, suivant les versions)

Allons les gars gai, gai

Allons les gars gaiement